# Лиллелиен, Бьёрге
Роар Бьёрге Лиллелиен (норв. Roar Bjørge Lillelien; 29 марта 1927, Рёйкен — 26 октября 1987, Осло) — норвежский журналист, телеведущий и спортивный комментатор телерадиокомпании NRK. Он является одним из самых известных спортивных телекомментаторов Норвегии: освещал за свою карьеру различные спортивные соревнования, но при этом отдавал предпочтение зимним видам спорта и футболу. Пользовался популярностью как на телевидении, так и на радио.
Особую славу он снискал 9 сентября 1981 года, когда комментировал матч футбольных сборных Норвегии и Англии, шедший в рамках отбора на чемпионат мира в Испании. Норвежцы выиграли сенсационно у англичан со счётом 2:1, что привело Лиллелиена в восторг: после матча он произнёс известный монолог на смеси норвежского и английского языков, в котором перечислил ряд политических деятелей Англии и заявил, что норвежцы обыграли их всех, закончив свою речь фразой в адрес Маргарет Тэтчер «Мы адски поколотили ваших мальчишек!» (англ. Your boys took a hell of a beating!). Надо отметить, что по итогам отборочного турнира в 4-й европейской группе норвежцы заняли последнее место, а англичане стали вторыми после венгров и получили путёвку на чемпионат мира.

## Краткая биография
Лиллелиен поступил в 1948 году в Северо-Западный университет и окончил его по специальности «Журналистика». Отслужив в норвежской армии, он устроился работать в газету Fremtiden, но вскоре стал сотрудником Норвежской вещательной корпорации (NRK). С 1963 года он стал работать в дуэте с Хоконом Брусвеэном: Бьёрге вёл репортажи с лыжных гонок в Холменколлене, а Хокон стоял около трассы и по радио сообщал свои впечатления об участниках.
Лиллелиен в своей обыденной жизни был скромным и замкнутым, но на экране он буквально излучал энергию. Одним из его принципов работы было то, что даже если комментатор освещает события скучного футбольного матча, делать скучный футбольный репортаж ни в коем случае нельзя — обязанностью комментатора является создание спортивного зрелища, которое возбуждает и притягивает зрителей. Также Лиллелиену принадлежат ряд фраз, ставших крылатыми выражениями.
Лиллелиен умер в 1987 году от рака. До конца своих дней он проработал в дуэте с Брусвеэном, не сворачивая свою деятельность.

## Футбольный матч Норвегия — Англия
Звёздным часом Лиллелиена стал футбольный матч сборных Норвегии и Англии, прошедший 9 сентября 1981 года в Осло в рамках отбора на чемпионат мира в Испании. На тот момент норвежцы уже не претендовали на выход в финальную часть, а вот Англии, терявшей очки в предыдущих встречах, нужна была победа для дальнейшего выхода. Норвегия, пропустившая первой, сумела сравнять счёт и выйти вперёд уже в первом тайме. Во втором тайме англичане усилили натиск на ворота скандинавов, но так и не добились успеха. В самом конце трансляции, уже после финального свистка Лиллелиен произнёс восторженный монолог по поводу победы, заявив, что Норвегия победила «родину гигантов — Англию». Речь была на смеси норвежского и английского языков, но главным её элементом стала фраза, которую он дважды повторил, обращаясь к премьер-министру Маргарет Тэтчер: «Мы адски поколотили ваших мальчишек!» (англ. Your boys took a hell of a beating!)
Полная версия монолога выглядит следующим образом:

Мы самые лучшие в мире! Мы самые лучшие в мире! Мы победили Англию со счётом 2:1 в футболе!! Это просто невероятно! Мы победили Англию! Англию, родину гигантов. Лорд Нельсон, Лорд Бивербрук, Сэр Уинстон Черчилль, Энтони Иден, Клемент Эттли, Генри Купер, Леди Диана — мы победили их всех. Мы победили их всех.
Мэгги Тэтчер, Вы меня слышите? Мэгги Тэтчер, у меня есть для Вас сообщение в разгар предвыборной кампании. У меня есть для Вас сообщение: мы выбили Англию с чемпионата мира. Мэгги Тэтчер, как говорят в боксёрских барах у Мэдисон-Сквер-Гарден в Нью-Йорке: Мы адски поколотили ваших парней! Мы адски поколотили ваших парней!
Оригинальный текст (норв.)Vi er best i verden! Vi er best i verden! Vi har slått England 2-1 i fotball!! Det er aldeles utrolig! Vi har slått England! England, kjempers fødeland. Lord Nelson, Lord Beaverbrook, Sir Winston Churchill, Sir Anthony Eden, Clement Attlee, Henry Cooper, Lady Diana — vi har slått dem alle sammen. Vi har slått dem alle sammen.

Maggie Thatcher can you hear me? Maggie Thatcher, jeg har et budskap til deg midt under valgkampen. Jeg har et budskap til deg: Vi har slått England ut av Verdensmesterskapet i fotball. Maggie Thatcher, som de sier på ditt sprog i boksebarene rundt Madison Square Garden i New York: Your boys took a hell of a beating! Your boys took a hell of a beating!

### Пародии
Монолог Лиллелиена повторяли неоднократно различные спортивные комментаторы и журналисты, пользуясь ею, чтобы укорить соперника, чьи знаменитости широко известны в мире. В 2002 году газета The Observer назвала эту речь лучшей в истории спортивных комментариев.
- В сентябре 2005 года в розыгрыше крикетного трофея Эшес между командами Англии и Австралии англичане одержали победу над австралийцами, что привело к рождению следующей цитаты: «Кайли Миноуг! Стив Ирвин! Крокодил Данди! Натали Имбрулья! Ян Торп! Миссис Мэнджел! Вы меня слышите? Мы адски поколотили ваших парней!»[4]
- Похожую цитату британская телерадиокомпания Би-би-си разместила во время текстовой онлайн-трансляции матча сборной Англии по крикету против Новой Зеландии, завершившегося победой: «Дама Кири Те Канава, Питер Джексон, Нил Финн, Эдмунд Хиллари, Джона Лому — мы их всех победили! Хелен Кларк, Вы меня слышите? Мы адски поколотили ваших парней!»[5]
- 7 сентября 2005 жертвой этого монолога стала и сама норвежская сборная по футболу, проигравшая дома в Осло Шотландии со счётом 1:2. Шотландская газета Daily Record перефразировала цитату и выдала следующее: «Улаф V, Руаль Амундсен, Лив Ульман, Эдвард Мункк, Видкун Квислинг, Генрик Ибсен, Эдвард Григ, Норвежский голубой попугай Монти Пайтона, Мортен Харкет и Анни-Фрид из ABBA. Мы адски поколотили ваших парней!» Однако после этого грянул скандал: шотландцы в числе великих норвежцев указали и нацистского коллаборациониста Видкуна Квислинга. Заместитель главного редактора Мюррэй Фут принёс извинения норвежским любителям футбола, заявив, что просто не знал об упоминании Квислинга в статье.
- На чемпионате мира по регби 2007 года сборная Англии победила сборную Франции со счётом 14:9, и чемпион мира 2003 года в составе английской сборной Уилл Гринвуд заявил: «Франсуа Миттеран! Мишель Платини! Мы адски поколотили ваших парней!»
- 10 октября 2008 в преддверии матча футбольных сборных Шотландии и Норвегии компания Tennent Caledonian Breweries, которая была спонсором шотландской сборной, выступила на радио с очередной пародией на монолог Лиллелиена и выложила видео на YouTube[6].
- В марте 2012 года на телешоу University Challenge[англ.] команда Манчестерского университета победила команду Кембриджского университета (колледж Пемброук), и журналист в газете Манчестерского университета написал следующее: «Мы победили колледж Пемброука, Кембридж! Кембридж, родину гигантов. Рэб Батлер, Клайв Джеймс[англ.], Тед Хьюз, Уильям Питт-младший, Эрик Айдл, Питер Кук, Билл Одди[англ.]! Билл Одди, Вы меня слышите? Мы адски поколотили ваших парней!»[7]